# Башкирская АЭС
Башки́рская а́томная электроста́нция — недостроенная атомная электростанция, расположенная вблизи города Агидели в Башкортостане у слияния рек Белой и Камы.
В 1990 году под давлением общественности после аварии на Чернобыльской АЭС строительство Башкирской АЭС было остановлено. Она повторила участь однотипных ей недостроенных Татарской и Крымской АЭС.

## История строительства
В конце 1960-х годов в СССР был проведён анализ топливно-энергетического баланса страны и отдельных её регионов. На основании этого анализа специалисты сделали заключение, что через 10—15 лет значительная часть энергоресурсов Европейской части СССР должна будет базироваться на генерирующих мощностях атомных электростанций. В связи с этим, наряду с изучением условий для размещения АЭС в Центральном районе, была рассмотрена возможность строительства атомной станции и в Уральском регионе, в частности на территории Башкирии.
Требования к месторасположению строительной площадки мощной электростанции предъявлялись предельно жёсткие. Определяющим фактором было наличие надёжного и экономичного источника технического водоснабжения. В первую очередь для строительства АЭС рекомендовались пункты, где можно было создать оборотную систему водоснабжения на существующих водоёмах и реках. Большое внимание уделялось инженерно-геологическим условиям местности. Учитывались также транспортная доступность, населённость местности, ветровой режим, условия создания санитарно-защитной зоны и многое другое. В результате, по совокупной возможности выполнения всех предъявляемых требований, в Краснокамском районе Башкирской АССР была выбрана площадка для строительства атомной электростанции и её города-спутника.
Проект Башкирской АЭС разработан в соответствии с Постановлением ЦК КПСС и Совета Министров СССР от 26 июня 1980 года № 540—176 на мощность 4000 МВт с расширением до 6000 МВт.
С открытием финансирования, в 1980 году началось строительство Башкирской АЭС и города Агидель.
Проектная мощность станции должна была составить 4000 МВт — типовой проект, аналогичный действующим Балаковской и Калининской АЭС, недоведённым до проектных мощностей Хмельницкой и недостроенной Крымской АЭС. Проект предусматривал размещение на площадке станции 4-х энергоблоков с реакторами ВВЭР-1000. Запуск энергоблоков должен был осуществляться по мере их возведения, этот принцип поточного строительства уже был отработан при сооружении Балаковской АЭС.
В сентябре 1990 года строительство Башкирской АЭС было прекращено на основании Постановления Верховного Совета Башкирской АССР «О прекращении строительства Башкирской атомной станции», инициированного Госкомитетом СССР по охране природы, который доложил Совету Министров СССР письмом от 14.12.90 г о невозможности «осуществления строительства БашАЭС по проекту, разработанному на основе устаревших нормативных документов и без учёта результатов оценки воздействия на окружающую среду». К этому времени на сооружение промышленных и социально-культурных объектов было затрачено около 800 млн долларов.
К моменту остановки строительства было начато возведение реакторного отделения и машинного зала первого энергоблока, подготовлены котлованы под 2 и 3 энергоблоки. Это означало очень высокую готовность объектов станции, поскольку согласно данному типовому проекту АЭС возведение реакторных отделений является завершающей стадией строительства, когда уже полностью подготовлена вся инфраструктура — городок энергетиков, вспомогательные службы, пускорезервная котельная.
Ядерное топливо не завозилось, станция радиационной опасности не представляет.

## Возобновление строительства АЭС
В 1998 году Госсобрание Республики Башкортостан сняло запрет на строительство АЭС в Башкортостане. В 2001 году было достигнуто соглашение между Росэнергоатомом и руководством республики о возобновлении строительства: в апреле 2001 года вышел приказ № 244 министра РФ по атомной энергии «Об организации работ по строительству Башкирской АЭС». В 2002 году Минатом России и Кабинет Министров РБ подписали Соглашение о взаимном сотрудничестве и Декларацию о намерениях по сооружению Башкирской АЭС. В том же году Башкортостан был принят в состав «Союза территорий и предприятий по атомной энергетике Российской Федерации». В декабре 2003 года переданы в концерн «Росэнергоатом» разработанные «Обоснования инвестиций в строительство Башкирской АЭС».
Федеральной целевой программой «Развитие атомного энергопромышленного комплекса России на 2007—2010 годы и на перспективу до 2015 года» было предусмотрено финансирование только на поддержание консервации Башкирской АЭС, однако строительство атомной электростанции мощностью 2000 МВт в Агидели предусмотрено в одобренной Правительством РФ программе «Стратегия развития атомной энергетики России в первой половине XXI века».
Одной из причин остановки строительства станции называлось размещение её в зоне возможной сейсмической активности. Однако позднее на основании материалов по уточнённому дообследованию площадки, выполненных в 1990—1991 годах Академией наук СССР было выдано заключение о том, что по тектоническим сейсмическим условиям площадка Башкирской АЭС удовлетворяет нормативным документам.
Предположительно, станция будет оснащена более мощными реакторами, кроме того по новому проекту первый энергоблок сдвинется на 100—200 метров, его возведение будет выполняться по новым строительным нормативам. Старая площадка пойдет под стройбазу или хранилище, то есть под вспомогательные сооружения.
По словам главы Росатома, возможно, после 2020 года строительство башкирской атомной станции будет продолжено, пока же это экономически нецелесообразно. В Распоряжении Правительства РФ от 9 июня 2017 года № 1209-р «Об утверждении Генеральной схемы размещения объектов электроэнергетики до 2035 года» планы на ввод в эксплуатацию Башкирской АЭС до 2035 года отсутствуют.

## Информация об энергоблоках
| Энергоблок | Тип реакторов | Мощность | Мощность | Начало строительства                                | Подключение к сети                                  | Ввод в эксплуатацию                                 | Закрытие                                            |
| Энергоблок | Тип реакторов | Чистый   | Брутто   | Начало строительства                                | Подключение к сети                                  | Ввод в эксплуатацию                                 | Закрытие                                            |
| ---------- | ------------- | -------- | -------- | --------------------------------------------------- | --------------------------------------------------- | --------------------------------------------------- | --------------------------------------------------- |
| Башкир-1   | ВВЭР-1000/320 | 950 МВт  | 1000 МВт | 01.01.1983                                          | Строительство остановлено в сентябре 1990           | Строительство остановлено в сентябре 1990           | Строительство остановлено в сентябре 1990           |
| Башкир-2   | ВВЭР-1000/320 | 950 МВт  | 1000 МВт | 01.12.1983                                          | Строительство остановлено в сентябре 1990           | Строительство остановлено в сентябре 1990           | Строительство остановлено в сентябре 1990           |
| Башкир-3   | ВВЭР-1000/320 | 950 МВт  | 1000 МВт | Подготовка к сооружению остановлена в сентябре 1990 | Подготовка к сооружению остановлена в сентябре 1990 | Подготовка к сооружению остановлена в сентябре 1990 | Подготовка к сооружению остановлена в сентябре 1990 |
| Башкир-4   | ВВЭР-1000/320 | 950 МВт  | 1000 МВт | Строительство не начиналось                         | Строительство не начиналось                         | Строительство не начиналось                         | Строительство не начиналось                         |